# Græsholm
Græsholm (Græsholmen) – druga co do wielkości, a największa niezamieszkana wyspa w należącym do Danii bałtyckim archipelagu Ertholmene. Ma powierzchnię około 9 ha, a wznosi się na wysokość do 11 m n.p.m. Obecnie cała wyspa jest ścisłym rezerwatem ptaków. Nazwa Græsholm oznacza „wyspę traw”. Pierwotnie wyspę porastały trawy i niskie krzewy, jednak duża liczba ptaków i pozostawiane przez nie guano sprawiło, że wyspa stała się niemal naga, a połacie zielonej trawy pojawiają się jedynie w niektóre, wilgotne lata. 
W przeciwieństwie do Christiansø i Frederiksø, Græsholm nigdy nie był zamieszkany. Nie oznacza to, że człowiek nie odcisnął na nim swojego piętna. Gdy w 1684 roku ruszyła budowa twierdzy na archipelagu, wśród osób przebywających na tych szkierach wybuchła epidemia dżumy, w wyniku której zmarło 38 osób. Pochowano je na założonym na Græsholm Cmentarzu Zadżumionych. Tutaj również, w okresie, gdy twierdza odgrywała istotną rolę, umieszczono szubienicę. 
W roku 1703 zbudowano na Græsholm niewielki punkt oporu w systemie umocnień Ertholmene – Stjerneskansen (Szaniec Gwiaździsty). Został on rozebrany w 1812 roku, jednak do dziś widać jego ruiny. 
W latach dwudziestych XX wieku na wyspie zaczęły powstawać kolonie lęgowe takich ptaków jak mewa srebrzysta, alka i nurzyk. Z czasem na wyspie powstał rezerwat, a na sąsiednim, zamieszkanym Christiansø duński Państwowy Zarząd Lasów i Zasobów Przyrody założył swą stację obserwacyjną, prowadzącą badania nad koloniami lęgowymi oraz ptakami tylko zalatującymi na malutki archipelag. Natomiast sam Græsholm objęto ścisłą ochroną. Jest on bardzo cennym rezerwatem przyrody. Ludziom zabroniono wstępu na wyspę. Możliwy jest on tylko za specjalnym zezwoleniem. Przy pomocy lornetki można lęgowiska doskonale obserwować z Frederiksø i Christiansø, zdobywając w ten sposób wiedzę o życiu tych ptaków niemal równie dobrą, jakby się było bezpośrednio na Græsholmen.